# Comté de Garrett
Le comté de Garrett (anglais : Garrett County) est un comté situé dans l'extrême ouest de l'État du Maryland aux États-Unis. Le siège du comté est à Oakland. Selon le recensement de 2020, sa population est de 28 806 habitants. Il a été fondé en 1872 par scission du Comté d'Allegany.

## Géographie
Le comté de Garrett a une superficie de 1 699 km2, dont 1 678 km2 de terres.
Ce comté compte également de grands espaces de tourisme et de détente comme les étendues d'eau de Deep Creek Lake qui se trouvent sur le territoire de la ville d'Accident à quelques dizaines de kilomètres d'Oakland, ou encore les chutes d'eau de Water Falls States Parks.